# فريدريك مور فينسون
فريدريك «فريد» مور فينسون (بالإنجليزية: Fred M. Vinson)‏ (22 يناير 1890 - 8 سبتمبر 1953) كان سياسي أمريكي ويعتبر من الذين خدموا الولايات المتحدة في جميع الفروع الثلاثة للحكومة، ويعتبر أكثر الأعضاء البارزين من عائلة فينسون السياسية. كان وزير الخزانة الأمريكي الثالث والخمسين في عهد الرئيس فرانكلين روزفلت ورئيس المحكمة العليا الثالث عشر.
ولد فينسون في لويزا، كنتاكي وبدأ مسيرته القانونية في الجيش خلال الحرب العالمية الأولى. وبعد الحرب، شغل منصب محامي الكومنولث للمنطقة القضائية الثانية والثلاثين في كنتاكي قبل فوزه في انتخابات مجلس النواب الأمريكي في عام 1924. خسر عملية إعادة انتخابه في عام 1928 لكنه استعاد مقعده في عام 1930 وعمل في الكونغرس حتى عام 1937. وخلال فترة وجوده في الكونغرس، أصبح مستشارا مقربا من السيناتور هاري ترومان من ميزوري. عينه الرئيس فرانكلين روزفلت في محكمة الاستئناف الأمريكية لدائرة مقاطعة كولومبيا في عام 1937. استقال فينسون من محكمة الاستئناف في عام 1943، عندما أصبح مدير مكتب الاستقرار الاقتصادي. تولى ترومان الرئاسة بعد وفاة روزفلت في عام 1945، وقام بتعيين فينسون لمنصب وزير الخزانة. وتفاوض فينسون على دفع القرض الأنجلو - أمريكي وترأس إنشاء العديد من المنظمات بعد الحرب، بما في ذلك البنك الدولي للإنشاء والتعمير وصندوق النقد الدولي.
توفي رئيس المحكمة العليا هارلان فيسك ستون في عام 1946، فقام ترومان بتعيين فينسون مكانه. حتى الآن، فينسون هو آخر رئيس للمحكمة يرشحه رئيس من الحزب الديمقراطي ويفوز بمنصبه.  أدلى فينسون بمعارضته في قضية شركة يانغستون ضد سوير، والتي حكمت ضد استيلاء ترومان على مصانع الصلب في البلاد خلال الإضراب. أمر بإعادة النظر في قضية بريغز ضد إليوت، التي تم دمجها في النهاية في القضية المعروفة باسم براون ضد مجلس التعليم. توفي فينسون بسبب أزمة قلبية فجائية في عام 1953.

## روابط خارجية
- فريدريك مور فينسون على موقع الموسوعة البريطانية (الإنجليزية)
- فريدريك مور فينسون على موقع مونزينجر (الألمانية)
- فريدريك مور فينسون على موقع إن إن دي بي (الإنجليزية)